# Platas
Platas es una palabra que designa las dos piezas que formaban la coraza.
Según el inventario de las armas de Guillermo III, Conde de Hainaut del siglo XIV, de 1280 a 1340, la importancia adquirida por la infantería, el aumento y perfección de las espadas y lanzas, obligaron a reforzar los arneses por medio de platas o placas de metal, enlazadas por encima de la malla, que primero se aplicaron sobre la rodilla y los codos. Pares de grandes platas, cubiertas de tisú de oro, terciopelo y otras telas adornadas con blasones, cubrían el pecho y espalda.
Algún autor dice que unas veces significó pieza supletoria, apéndice inferior de la coraza, otras veces plastrón, refuerzo interior o exterior de la loriga o cota de malla. Hacia 1351, plate significaba en Francia armadura de planchas, placas o láminas de hierro.